# 진로배 SBS 세계 바둑 최강전
진로배 SBS 세계 바둑 최강전은 1992년~1997년 대한민국에서 열린 국제 바둑 기전이다. 1991년 SBS의 개국을 기념하여 이벤트 기전으로 열린 SBS배 세계 바둑 최강전의 후속 기전으로, 주식회사 진로그룹의 후원을 받아 1992년에 창설되었다. 1997년 12월의 외환 위기로 인한 후원사의 부도로 1997년 2월 제5회 대회를 끝으로 중지되었다.
1980년대 인기를 끌었던 중일 슈퍼 대항전의 영향을 받은 연승전(승발전) 방식으로, 대한민국·중국·일본 세 나라의 대표 기사 5명이 겨루는 독특한 형식 때문에 많은 인기를 끌었다. 특히 제1회 대회부터 대한민국이 우승을 독차지하면서 대한민국의 바둑이 세계 최강으로 떠오르는 데 결정적인 역할을 하였으며, 특히 제5회 대회에서 서봉수의 9연승은 단일 국제 기전 최다 연승으로 기록된다.
한·중·일의 국가 대항 연승전은 이후 농심 신라면배 세계바둑 최강전으로 이어졌다.

## 대회 개요
- 주최: SBS (개국기념,제1회~제5회 진로배(1992년~1996년)
- 후원: 진로그룹 (제1회~제5회 진로배(1992년~1996년)
- 우승 상금: 20만 달러
- 연승 상금: 3연승시 1만 달러, 이후 1승마다 1만 달러씩 추가. (3회 대회부터 도입.)
- 제한 시간 : 10분 - 40초 초읽기 3회(제1회 SBS배(1991년~1992년)),1시간 - 1분 초읽기 1회(제1회~제5회 진로배(1992년~1996년)
- 덤: 5집 반

## 역대 대회 결과
| 기전   | 회수 | 연도        | 우승(국가)(기사)(전적)(순번)                                                         | 준우승(국가)(기사)(전적)(순번)                                                                 | 3위(국가)(기사)(전적)(순번)                                                                      |
| ------ | ---- | ----------- | ------------------------------------------------------------------------------------ | ---------------------------------------------------------------------------------------------- | ------------------------------------------------------------------------------------------------ |
| SBS배  | 1    | 1991~1992년 | 대한민국 (유창혁 五단, 서능욱 九단, 이창호 九단, 서봉수 九단, 조훈현 九단) (7승 3패) | 중국 (차오다위안, 위빈, 류사오광, 마샤오춘, 녜웨이핑) (3승 5패)                                | 일본 (고마쓰 히데키, 요다 노리모토, 다케미야 마사키, (故)가토 마사오, 린하이펑) (3승 5패)        |
| 진로배 | 1    | 1992~1993년 | 대한민국 (유창혁 五단, 장수영 九단, 이창호 六단, 서봉수 九단, 조훈현 九단) (6승 4패) | 일본 (미야자와 고로, 요다 노리모토, 아와지 슈조, 린하이펑, 다케미야 마사키) (5승 5패)          | 중국 (샤오 웨이강, 위빈, 차오다위안, 류사오광, 마샤오춘) (3승 5패)                               |
| 진로배 | 2    | 1993~1994년 | 대한민국 (서봉수 九단, 정수현 七단, 유창혁 六단, 조훈현 九단, 이창호 九단) (7승 4패) | 일본 (야마히로 히로시, 이시다 요시오, 요다 노리모토, 고마스 히데키, 다케미야 마사키) (7승 5패) | 중국 (차오 다위안, 위빈, 마샤오춘, 류사오광, 녜웨이핑) (0승 5패)                                 |
| 진로배 | 3    | 1994~1995년 | 대한민국 (유창혁 六단, 서봉수 九단, 양재호 九단, 이창호 七단, 조훈현 九단) (6승 4패) | 일본 (미야자와 고로, 고마쓰 히데키, 다케미야 마사키, 가토마사오, 린하이펑) (4승 5패)           | 중국 (류징, 정훙, 차오다위안, 마샤오춘, 녜웨이핑) (4승 5패)                                      |
| 진로배 | 4    | 1995~1996년 | 대한민국 (최규병 七단, 양재호 九단, 유창혁 七단, 이창호 七단, 조훈현 九단) (7승 4패) | 중국 (뤄시허, 천린신, 차오다위안, 녜웨이핑, 마사오춘) (6승 5패)                                | 일본 (모리타 미치히로, 미야자와 고로, 요다 노리모토, 다케미야 마사키, 야마히로 히로시) (1승 5패) |
| 진로배 | 5    | 1996~1997년 | 대한민국 (김영환 四단, 서봉수 九단, 유창혁 九단, 이창호 九단, 조훈현 九단) (9승 1패) | 중국 (위빈, 창하오, 천린신, 차오다위안, 마샤오춘) (2승 5패)                                    | 일본 (아와지 슈조, 히코사카 나오토, 야마다 기미오, 왕리청, 요다 노리모토) (0승 5패)              |

## 같이 보기
- 중일 슈퍼 대항전
- 농심 신라면배 세계바둑 최강전